# Alan Dawson
George Alan Dawson (* 14. Juli 1929 in Marietta,  Lancaster County, Pennsylvania; † 23. Februar 1996 in Boston, Massachusetts) war ein US-amerikanischer Jazz-Schlagzeuger.

## Leben und Wirken
Dawson war Schüler des Schlagzeugers Charles Alden. Während seiner Armeezeit war er 1951 bis 1953 Mitglied einer Militär-Tanzband in Fort Dix. Daneben war er Mitglied der Band von Sabby Lewis. Nach der Entlassung aus der Armee unternahm er eine dreimonatige Europatournee mit Lionel Hampton, danach arbeitete er erneut mit Lewis.
Von 1957 bis 1975 unterrichtete Dawson am Berklee College of Music; zu seinen Schülern zählten im Laufe der Jahre Tony Williams, Billy Kilson, Terri Lyne Carrington, Steve Smith, Joe LaBarbera, Joe Corsello, Kenwood Dennard, J. R. Robinson, Casey Scheuerell, Harvey Mason, Vinnie Colaiuta, Keith Copeland, Jake Hanna, Bobby Ward, Akira Tana und viele andere. Von 1962 bis 1970 spielte er in der Hausband des Clubs Lennie’s on the Turnpike bei Boston, nachdem er zuvor in Boston im Storyville tätig war.
Zu den Musikern, mit denen er in dieser Zeit länger zusammenarbeitete, gehörten der Pianist Jaki Byard und der Saxophonist Booker Ervin sowie von 1968 bis 1974 der Pianist Dave Brubeck. Daneben war er u. a. Sideman von Oscar Peterson, George Shearing, Charles Mingus, Woody Shaw, Phil Woods, Sonny Stitt, Dave Brubeck, Lionel Hampton, Reggie Workman, Quincy Jones, Dexter Gordon, Tal Farlow, Earl Hines, Rahsaan Roland Kirk, Frank Morgan, Hank Jones, Frank Foster, Phineas Newborn, Charles McPherson, Teddy Wilson, James Williams, Phil Wilson und Terry Gibbs.
Nachdem er sich 1975 von der Lehrtätigkeit an der Berklee School zurückgezogen hatte, gab er noch privaten Schlagzeugunterricht und arbeitete im Quartett mit James Williams, Bill Pierce und Richard Reid. 1992 nahm er als Bandleader das Album Waltzin’ With Flo auf.